# Miguel Espinoza
Miguel Ángel Rafael Espinoza Romero (Viña del Mar, Chile, 26 de noviembre de 1961) es un exfutbolista chileno que jugó como arquero.

## Trayectoria
Oriundo de Viña del Mar, es producto de las divisiones inferiores de Lota Schwager. Debutó profesionalmente en 1982, fue titular durante la campaña de Segunda División 1986, en donde el equipo de la lamparita se coronó como campeón, logrando el ascenso a la Primera División.Para la temporada siguiente, alternó el arco con Daniel Montes, en la campaña en donde el equipo lotino descendió. Sin embargo, se quedó en primera división, siendo contratado por Cobresal, en donde fue por 3 temporadas suplente del arquero uruguayo Julio Acuña.
Tras un 1991 sin equipo, en 1992 firma por Deportes Puerto Montt de la Segunda división (hoy Primera B).Al año siguiente firma con Santiago Wanderers de la misma división, en donde alterna el arco con Jaime Zapata. Para 1994, regresa a Deportes Puerto Montt, en donde formó parte del plantel portomontino que logró el primer ascenso del equipo a la Primera división chilena en 1996. Luego de 2 temporadas con Los Delfines en la categoría de oro del fútbol chileno, se retira a fines de la temporada 1998.

## Clubes
| Club                  | País  | Año       |
| --------------------- | ----- | --------- |
| Lota Schwager         | Chile | 1982-1987 |
| Cobresal              | Chile | 1988-1990 |
| Deportes Puerto Montt | Chile | 1992      |
| Santiago Wanderers    | Chile | 1993      |
| Deportes Puerto Montt | Chile | 1994-1998 |

## Palmarés

### Campeonatos nacionales
| Título    | Club          | País  | Año  |
| --------- | ------------- | ----- | ---- |
| Primera B | Lota Schwager | Chile | 1986 |